# Владимир Кличко — Росс Пьюритти
Владимир Кличко — Росс Пьюритти — боксёрский 12-раундовый поединок за титул интернационального чемпиона по версии WBC в тяжёлом весе, который принадлежал Владимиру Кличко. Бой состоялся 5 декабря 1998 года в киевском Дворце спорта.
Поединок проходил с преимуществом украинского боксёра, который пытался нокаутировать своего визави. Однако во второй половине боя Кличко начал уставать, чем воспользовался Пьюритти, в итоге бой завершился победой американца техническим нокаутом в 11-м раунде. После этого поражения, Владимир Кличко неоднократно делал предложения Пьюритти провести реванш, но тот их отвергал.
Бой стал первым поражением в профессиональной карьере ранее непобеждённого Владимира Кличко, который на тот момент имел 24 победы (из них 21 была одержана досрочно). Этот поединок также стал единственным для Владимира Кличко, который он провёл у себя на родине.
8 декабря 2001 года состоялся поединок между братом Владимира, Виталием Кличко и Россом Пьюритти, который получил название «Месть брата II». Поединок также продлился одиннадцать раундов и завершился победой Виталия Кличко техническим нокаутом.

## Предыстория
С января по ноябрь 1998 года Владимир Кличко провёл восемь поединков, в которых победил. 14 февраля 1998 года в Штутгарте состоялся поединок Владимир Кличко — Маркус Макинтайр (15-1), который завершился нокаутом последнего в 3-м раунде. В этом поединке Кличко-младший завоевал титул интернационального чемпиона по версии WBC. В 1998 году Кличко провёл две защиты титула — 23 мая в Оффенбурге, нокаутировал в 4-м раунде Коди Коуча (25-1) и 10 июля в Мюнхене нокаутировал в 1-м раунде Найджи Шахида (16-0-1). Росс Пьюрити провёл 3 поединка в том же году, в двух из которых он потерпел поражение: 21 апреля проиграл единогласным судейским решением Ларри Дональду (31-1-1), 14 июля проиграл единогласным решением судей Крису Бёрду (25-0) и 6 ноября выиграл нокаутом во втором раунде у Марка Хюлстрома.
5 декабря 1998 года по плану промоутера братьев Кличко — Клауса Питера Коля оба брата должны были выступить в Киеве. Виталий — должен был встретиться с итальянским боксёром Франческо Спинелли, чтобы защитить титул чемпиона по версии EBU, а Владимир — с американцем Россом Пьюритти, в бою за титул интернационального чемпиона по версии WBC. Как позже заявил Пьюритти, о предстоящем поединке он узнал за 8 дней до события.

## Ход поединка

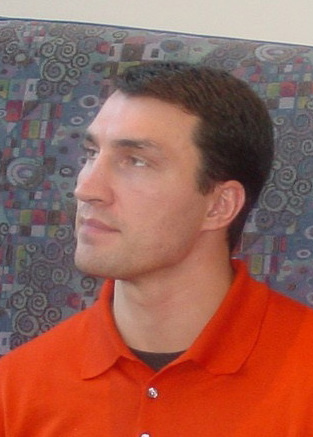
Владимир Кличко, 2004 год

Начиная с 1-го раунда Владимир Кличко работал жёстким ударами, постоянно передвигаясь. Пьюритти же защищался, редко отвечая на удары. Во втором раунде Кличко продолжил работать первым номером и сохранять темп боя, а его соперник, защищаясь, шёл вперёд. К третьему раунду стало видно, что Пьюритти практически не выбрасывает удары, а только защищается. Это способствовало тому, что Кличко ко второй половине боя начал уставать. В 4-8 раундах ситуация не изменилась. Кличко работал акцентированными ударами, а Пьюритти, по большей мере защищался, изредка контратакуя. На протяжении этих раундов, Владимир несколько раз сумел пробить точные жёсткие удары по Пьюритти, но не развивал успех. К концу 8-го раунда стало заметно, что Кличко начал уставать, но он продолжал наносить серии ударов по сопернику.
В девятом раунде усталость Кличко стала очевидной. Во второй половине раунда американский боксёр пробил комбинацию акцентированных ударов и сумел потрясти Кличко, но ему не удалось развить свой успех. В 10-м раунде Пьюритти пробил ещё одну комбинацию силовых ударов и опять потряс Кличко, но украинец начал выбрасывать джебы и не дал Россу Пьюритти продолжить атаку. В этом раунде Росс постоянно бил Владимира Кличко акцентированными ударами, что привело к падению последнего за пол-минуты до конца раунда, но это падение не было засчитано как нокдаун. За четырнадцать секунд до конца раунда Пьюритти опять пошёл в атаку, в результате которой Кличко вновь оказался на настиле ринга, на этот раз рефери Даниэль Ван де Виле отсчитал ему нокдаун. В 11-м раунде Кличко был окончательно обессилен. Он практически не наносил удары, это привело к тому, что Пьюритти начал атаковать без перерыва. Не выдержав, через 14 секунд после начала раунда, тренер братьев Кличко — Фриц Здунек поднялся на ринг и остановил поединок. В результате победу техническим нокаутом одержал Росс Пьюритти.

### Виталий Кличко — Франческо Спинелли
В тот же вечер после Владимира на ринг вышел его старший брат Виталий, который защищал титул чемпиона Европы по версии EBU. Соперником Кличко-старшего был итальянский боксёр Франческо Спинелли, который имел профессиональный рекорд 19 побед и 4 поражения. Виталий Кличко был настолько разозлён из-за поражения брата, что выйдя на ринг он начал избивать соперника, при этом не дав ему провести не единого удара. Это привело к тому что рефери остановил бой в 1-м раунде ввиду явного преимущества Кличко. После этого боя Спинелли завершил спортивную карьеру.

## Причины поражения Владимира Кличко
До этого боя Владимир Кличко не проводил поединки, которые длились более 8 раундов.
Поэтому некоторые эксперты склонялись к версии, что Кличко неправильно распределил свои силы.
Так, спортивный журналист Александр Беленький в своей книге «Золотые Братья Кличко» указывает на то, что Владимир Кличко скорее всего проиграл по следующим причинам. Первое, то что Владимир не сумел рассчитать силы, которые начали его покидать после 8-го раунда. Второе, план Пьюритти на бой заключался в том, чтобы заставить соперника уставать и при этом самому минимально тратить энергию. Третье, тем, что украинец, боксируя на своей родине, хотел зрелищно нокаутировать Пьюритти. Беленький также отмечает, что если бы поединок проходил в другой стране, то скорее всего завершился победой Кличко.
Комментатор Владимир Гендлин-старший в своей передаче «Большой ринг» высказал версию о том, что причины поражения Владимира Кличко в психологическом напряжении перед боем, которое было вызвано первым выступлением в Украине и желанием зрелищно победить соперника, которое привело к тому, что Владимир израсходовал все силы в первой половине боя.
По мнению первого тренера братьев Кличко — Владимира Золотарёва, было две основных причины поражения: плохая работа Фрица Здунека в качестве секунданта (конкретные ошибки Золотарёв не уточнял) и чрезмерное желание Владимира нокаутировать соперника.

Каков был план? Избегать нокаута и попробовать победить. Он побеждал в каждом раунде до 11-го. Я делал совсем немного, просто получал удары, потому как моя форма оставляла желать лучшего. По сути, он меня бил до тех пор, пока не устал…— Росс Пьюритти

Я хотел оказать впечатление на киевскую публику, но у меня не было должной концентрации. Я не подготовился к бою физически и психологически, как следовало, и в результате просто растратил все силы. Я был наглым и самоуверенным 22-летним боксёром, чувствовал себя непобедимым и считал, что со мной ничего не может произойти. Вот и заплатил за это высокую цену.— Владимир Кличко

## Андеркарт
В таблице перечислены результаты всех поединков боксёров.
В каждой строке указан результат поединка. Дополнительно номер поединка обозначен цветом, который обозначает итог поединка. Расшифровка обозначений и цветов представлена в нижеследующей таблице.
| Пример | Расшифровка                     |
| ------ | ------------------------------- |
|        | Победа                          |
|        | Ничья                           |
|        | Поражение                       |
|        | Планируемый поединок            |
|        | Поединок признан несостоявшимся |
| КО     | Нокаут                          |
| ТКО    | Технический нокаут              |
| PTS    | Решение судей (по очкам)        |
| UD     | Единогласное решение судей      |
| MD     | Решение большинства судей       |
| SD     | Раздельное решение судей        |
| RTD    | Отказ от продолжения боя        |
| DQ     | Дисквалификация                 |
| NC     | Поединок признан несостоявшимся |

| Боксёр                 | Итог боя    | Боксёр                    | Примечания                                                             |
| ---------------------- | ----------- | ------------------------- | ---------------------------------------------------------------------- |
| Владимир Кличко (24-0) | TKO11 (12)  | Росс Пьюритти (24-13-1)   | Бой за титул интернационального чемпиона по версии WBC в тяжёлом весе. |
| Виталий Кличко (22-0)  | TKO1 (12)   | Франческо Спинелли (19-4) | Бой за титул чемпиона по версии EBU тяжёлом весе.                      |
| Регина Хальмич (26-1)  | UD10 (10x2) | Виктория Патаки (17-1)    | Бой за титул чемпиона мира среди женщин по версии IBF в лёгком весе.   |
| Василий Жиров (17-0)   | PTS8 (8)    | Александр Васильев (4-4)  |                                                                        |
| Мишель Трабант (24-0)  | PTS8 (8)    | Золтан Шили (16-18-1)     |                                                                        |
| Томас Сеилер (13-1-1)  | PTS8 (8)    | Лайош Мункаси (0-1-1)     |                                                                        |

## После боя
В результате этого поражения Владимир Кличко, который ранее находился на 5-м месте в рейтинге боксёров тяжёлого веса по версии WBC, опустился на 14-е место. Следующий свой поединок он провёл в феврале 1999 года, нокаутировав ранее непобеждённого боксёра Зорана Вуджечича, который до того имел 14 побед на профессиональном ринге. Ещё до боя с Вуджечичем Кличко заявил, что хочет провести бой-реванш с Пьюритти в Киеве, но американский боксёр отказался дать реванш Кличко.
Для Пьюритти эта победа была одним из самых значимых эпизодов в карьере и должна была способствовать его дальнейшему подъёму в рейтингах, но он не воспользоваться успехом. В течение следующих двух лет он провёл пять поединков, в трёх победил, в одном проиграл и один завершился в ничью.
8 декабря 2001 года состоялся поединок между братом Владимира Виталием Кличко и Россом Пьюрити, который получил название «Месть брата II». Поединок продлился 11 раундов и завершился победой Кличко-старшего техническим нокаутом в 11-м раунде.
8 марта 2003 года Владимир Кличко, потерпел второе поражение в карьере проиграв техническим нокаутом во втором раунде титул чемпиона мира по версии WBO южноафриканскому боксёру Корри Сандерсу (38-2). После этого поединка Владимир Кличко вновь предложил Россу Пьюритти провести бой-реванш, но тот отказался. В итоге соперником Кличко-младшего стал аргентинский боксёр Фабио Моли (29-2).

## Комментарии
1. ↑  На самом деле на момент боя на счету Владимира Кличко быть на одну досрочную победу больше. Разночтения в рекорде Владимира Кличко возникли после его поединка с Бико Ботовамунгу 23 августа 1997 года, когда рефери остановил поединок дисквалифицировав Ботовамунгу, затем результат встречи был изменен на победу Кличко техническим нокаутом. Однако на сайте BoxRec, который является одним из самых авторитетных статистических сайтов на данную тему, в отличие от других источников, результат остался прежним[1].